# Celama phaeogramma
Celama phaeogramma är en fjärilsart som beskrevs av Turner 1944. Celama phaeogramma ingår i släktet Celama och familjen trågspinnare. Inga underarter finns listade i Catalogue of Life.